# Alain Gresh
Alain Gresh (Il Cairo, 1948) è un giornalista francese.

## Biografia
Di famiglia copta, la madre di origini ebraiche russe sposata ad un egiziano. Figlio naturale di Henri Curiel (1914 - 1978), militante comunista e internazionalista, assassinato a Parigi.
Nato al Cairo nel 1948, si trasferisce con la famiglia a Parigi nel 1962, all'età di 14 anni, a seguito dell'emanazione delle leggi socialiste, da parte di Nasser, che comportarono la nazionalizzazione dell'impresa del padre. 
Nel 1972 diviene membro permanente della Unione Studenti Comunisti francesi (USC), e continua gli studi diplomandosi in lingue orientali presso Institut national des langues et civilisations orientales nel 1977.
Tra il 1976 e 1978 partecipa all'organizzazione del Festival mondiale della gioventù, prima a Budapest e poi a Cuba.
Nel 1978 diventa membro permanente del PCF, responsabile della sezione Nord Africa e Medio Oriente.
A seguito delle divergenze con la linea politica del PCF, in particolare l'appoggio all'invasione dell'Afganistan da parte dell'URSS nel 1979, esce dal PCF nel 1983 e si laurea presso Ecole des hautes études en sciences sociales con una tesi sull'OLP.
Nel 1985 viene assunto da Le Monde diplomatique. A partire dal dicembre 2005 è stato caporedattore di "Le Monde diplomatique", mentre dal gennaio 2008 ne è direttore aggiunto.
Attivista nazionalista palestinese, ha scritto un libro Israël-Palestine, vérités sur un conflit (Israele, Palestina: le verità su un conflitto) del 2001, tradotto in tedesco, arabo, olandese, italiano spagnolo e portoghese.

## Opere
- Alain Gresh, Dominique Vidal, Il vortice del Golfo: chiavi per una catastrofe annunciata, Rubbettino, Soveria Mannelli, 1993, ISBN 88-7284-136-4.
- Alain Gresh, Israele, Palestina: le verità su un conflitto, Torino, Einaudi, 2007, ISBN 978-88-06-17508-5.
- Alain Gresh, Dominique Vidal, Palestina 1947: una spartizione mai nata, Rubbettino, Soveria Mannelli, 1990.
- Alain Gresh, Storia dell'OLP: verso lo Stato palestinese, Roma, Edizioni associate, 1988.
- Alain Gresh, Dominique Vidal, Guida storico-politica del Medio Oriente, Roma, Edizioni associate, 1991.